# 五泉信用組合
五泉信用組合（ごせんしんようくみあい）は、新潟県五泉市に本店を置いていた信用組合。新潟県信用組合協会加盟の信組でもある。2012年3月末時点での、当信組の出資金総額は2億0162万円、預金総額は255億9868万円、従業員は47名であった。

## 沿革
- 1961年11月 設立。
- 2014年7月22日 太陽信用組合と対等合併し、さくらの街信用組合を発足。

## 脚註
1. ↑  新潟県信用組合協会 県内信用組合一覧　2013年1月9日閲覧
2. ↑  マイナビコード:88618 正社員  五泉信用組合（マイナビ　2012年10月4日更新　2013年1月9日閲覧）